# Le Dernier Alibi
Pour plus de détails, voir Fiche technique et Distribution.
Le Dernier Alibi (Ein Alibi zerbricht) est un film autrichien réalisé par Alfred Vohrer sorti en 1963.

## Synopsis
Maria Rohn accepte d'être commise d'office pour un chauffeur de camion qui a écrasé un homme pendant la nuit. Cet homme nommé Siebeck affirme que deux hommes l'ont jeté sur la chaussée à son passage. La police ne le croit pas, l'avocate si.
Elle raconte l'histoire à son mari Günther. Il réagit bizarrement et tente de convaincre Maria d'abandonner. Elle mène sa propre enquête, d'autant qu'on ignore l'identité du mort. Dans le rapport d'autopsie, elle voit un dessin qui est censé représenter la victime. Elle demande à faire paraître le portrait dans les journaux, un portier d'hôtel pense l'avoir reconnu. C'est un ingénieur du bâtiment, appelé Kessler, de Kaiserlautern. On a payé sa note d'hôtel et pris ses bagages après sa mort, ce qui laisse penser à un assassinat. Maria raconte son enquête à Günther, Siebeck est libéré. Par hasard, elle découvre le nom de Kessler marqué dans le bloc-notes de son mari alors qu'elle ne le lui a jamais dit. Il avoue l'avoir connu par le passé. Ses confrères Hartleben et Wasneck sont impliqués dans une affaire ayant à voir avec Kessler. Kessler a fait plusieurs années de prison. On vient d'apprendre qu'il voulait faire chanter Rohn, Hartleben et Wasneck. Il y avait un différend, Kessler devait donc être réduit au silence.
Près du lieu de l'accident, on a trouvé une paire de lunettes qui ne sont pas à Kessler. Maria continue sa recherche et s'enfonce dans un casse-tête : son mari et ses collègues sont directement impliqués dans l'affaire, peut-être sont-ils les assassins de Kessler. Wasneck tente de convaincre Maria de ne pas acculer son mari, son épouse Hanne lui affirme sa loyauté.
Maria doit faire paraître la lumière et se sépare de Günther qui se convainc de devoir la tuer. Il monte un accident avec la complicité de Hartleben et Wasneck et sa femme. Hanne donne rendez-vous à Maria tard dans la nuit tandis que Rohn s'arrange pour voir la femme de ménage pour témoin. Maria est assommée et transportée vers un chantier. Wasneck cherche sa femme, car Maria portera son manteau quand elle sera tuée. La police arrive au même point de l'enquête que Maria et prend conscience qu'elle est en danger. Elle éclaire tout le chantier. Wasneck trouve Hanne qu'il pousse dans le vide et tue. Hartleben est arrêté. Fou de douleur, Wasneck se laisse faire. Günther Rohn tente de s'échapper, un policier lui tire dessus. Maria prend l'arme du policier et fait face à son époux. Profitant d'un moment d'inattention, Wasneck s'empare d'un pistolet et tire sur Günther.
Un message à la fin affirme que l'histoire est inspirée de faits réels.

## Fiche technique
- Titre français : Le Dernier Alibi[1]
- Titre original : Ein Alibi zerbricht
- Réalisation : Alfred Vohrer assisté d'Eva Ebner
- Scénario : Herbert Reinecker
- Musique : Peter Thomas
- Direction artistique : Fritz Jüptner-Jonstorff, Alexander Sawczynski
- Costume : Paul Seltenhammer
- Photographie : Friedl Behn-Grund
- Son : Herbert Janeczka
- Montage : Arnfried Heyne
- Production : Herbert Gruber
- Sociétés de production : Sascha-Film, Dr. Herbert Gruber Produktion
- Société de distribution : Gloria
- Pays d'origine :  Autriche
- Langue : allemand
- Format : Noir et blanc - 1,66:1 - Mono - 35 mm
- Genre : policier
- Durée : 97 minutes
- Dates de sortie :
  -  Allemagne : 29 novembre 1963.
  -  France : 22 octobre 1965[1].

## Distribution
- Ruth Leuwerik : Me Maria Rohn
- Peter van Eyck : Günther Rohn
- Charles Regnier : Hartleben
- Sieghardt Rupp : Leopold Wasneck
- Hannelore Elsner : Hanne Wasneck
- Dieter Klein : Ullrich Holletz
- Michael Janisch : Martin Siebeck
- Fritz Schmiedel : Commissaire Seifert
- Elisabeth Stiepl : Mme Siebeck
- Klaus Münster : Robert Vierhage
- Guido Wieland : Le portier
- Mario Kranz: Regenbaum
- Walter Regelsberger : L'inspecteur Peters
- Herbert Kersten : L'avocat d'affaires
- Elisabeth Epp : Anna
- Alfred Vohrer : L'homme de la cantine